# Anolis pulchellus
Anolis pulchellus — вид ящірок родини Dactyloidae. Інша назва — аноліс пуерто-риканський.

## Поширення
Цей вид поширений в Пуерто-Рико, на островах В'єкес, Кулебра і Віргінських островах (за винятком острова Санта-Крус).

## Опис
Ящірка завдовжки 35-43 мм.